# Feu Follet (cotre)
Pour les articles homonymes, voir Feu follet.
Le Feu Follet est un voilier navire-école de la Marine nationale française. Son port d'attache est Brest.

## Histoire
Le Feu Follet a été construit, en 1987 au chantier Pemple Rochester en Angleterre, sur les plans des cotres pilotes type « Medway Bawley ».
Après plusieurs propriétaires, il se retrouve en la possession de M. Petit en 2004, qui en a fait don à la Marine nationale en 2012.
Rapatrié de Port Médoc à Brest par voie routière,ce cotre à bordage à clin fut entreposé dans la base sous-marine de la base navale de Brest pour y être rénové. Ce chantier dura 6 mois.
De fin octobre 2018 à mi janvier 2019, il a subi son premier arrêt technique majeur au chantier du Guip de Brest. Lors de cette période, l’intégralité de la coque a été revue, la totalité des espars ont été changés, le grand mât et mât de flèche recalibrés et les gréements dormant et courant revisités.

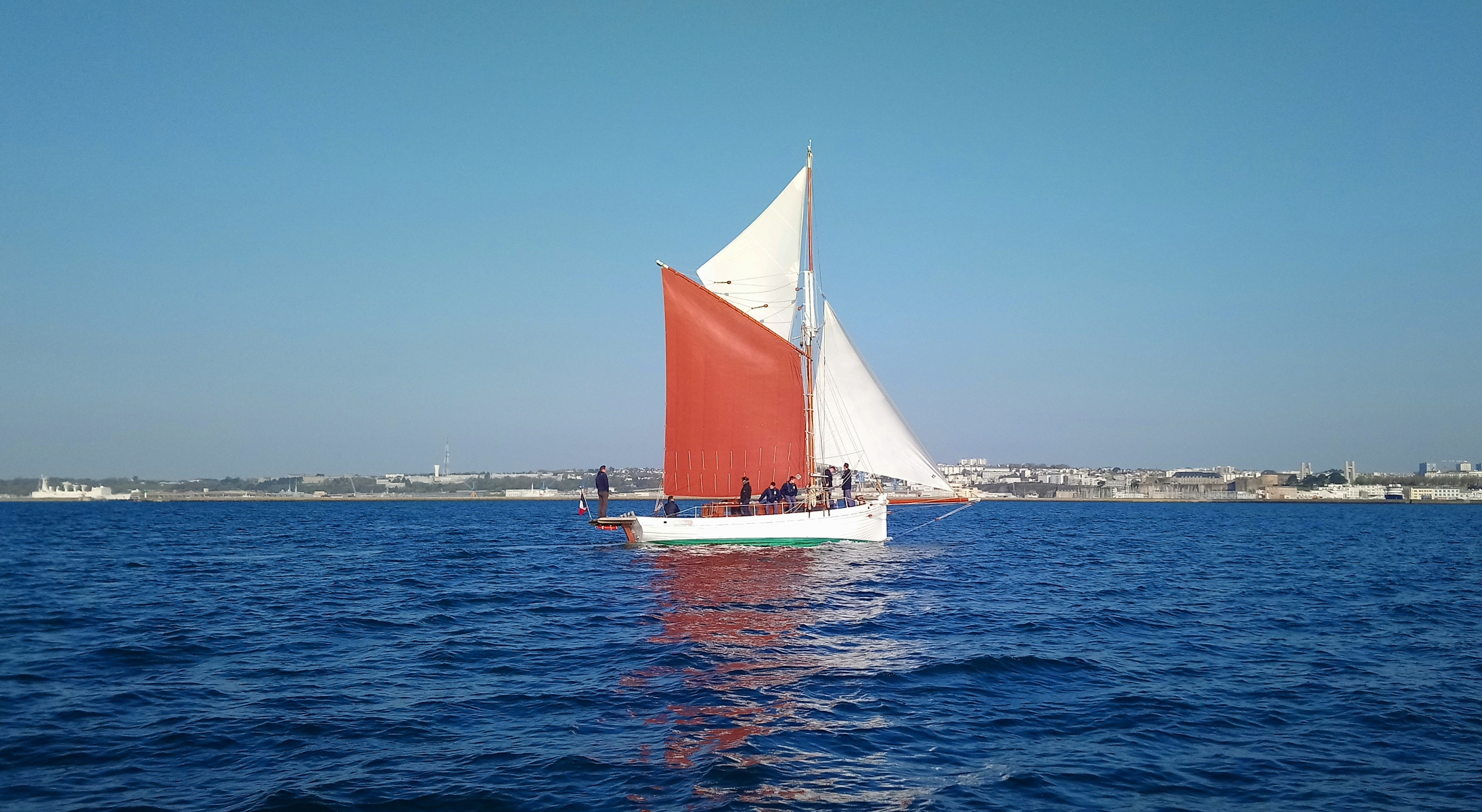
En grande rade de Brest.
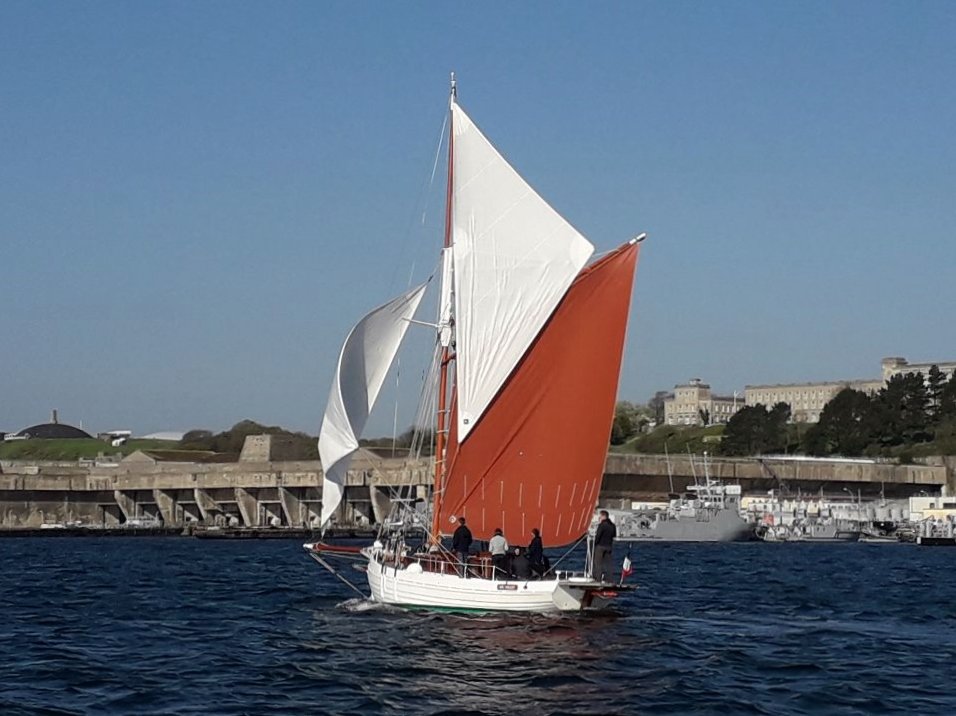
En petite rade de Brest.

Seule unité de ce type de la Marine nationale, le cotre Feu Follet est utilisé par le Centre d'instruction naval de Brest pour l’aguerrissement des élèves de l'École de maistrance et l'École des mousses. Il sert également à la représentation de la Marine Nationale et du Centre d'instruction naval de Brest lors des divers rassemblements et fêtes maritimes telles que les « Fêtes maritimes de Brest », « la route du sable » à Chateaulin et  les « Fêtes maritimes de Douarnenez ». Son terrain d’action est la rade de Brest et les abords de la mer d’Iroise.